# Marcos Siebert
Marcos Siebert (ur. 16 marca 1996 roku) – argentyński kierowca wyścigowy.

## Kariera

### Początki
Siebert rozpoczął karierę w jednomiejscowych samochodach wyścigowych w wieku 15 lat w 2011 roku w Fórmula Metropolitana. Tam jednak nie wystartował w żadnym wyścigu. Rok później w tej samej serii startując w 4 wyścigach zdołał dwukrotnie stanąć na podium. Z dorobkiem 37 punktów został sklasyfikowany na 12 pozycji.

### Formuła Renault
Na sezon 2013 Argentyńczyk podpisał kontrakt ze szwajcarską ekipą Jenzer Motorsport na starty w Europejskim Pucharze Formuły Renault 2.0 oraz Alpejskiej Formule Renault. Z dorobkiem odpowiednio dwóch i dziesięciu punktów został sklasyfikowany w obu seriach na 24 pozycji w klasyfikacji generalnej.

## Statystyki
| Sezon | Seria                                 | Zespół            | Wyścigi | Zwycięstwa | PP | NO | Podium | Punkty | Pozycja |
| ----- | ------------------------------------- | ----------------- | ------- | ---------- | -- | -- | ------ | ------ | ------- |
| 2011  | Fórmula Metropolitana                 | Re Competición    | 0       | 0          | 0  | 0  | 0      | 0      | NS      |
| 2012  | Fórmula Metropolitana                 | Scuderia Ramini   | 4       | 0          | 1  | 0  | 2      | 37     | 12      |
| 2013  | Europejski Puchar Formuły Renault 2.0 | Jenzer Motorsport | 12      | 0          | 0  | 0  | 0      | 2      | 24      |
| 2013  | Alpejska Formuła Renault 2.0          | Jenzer Motorsport | 2       | 0          | 0  | 0  | 0      | 10     | 24      |